# Seongnam

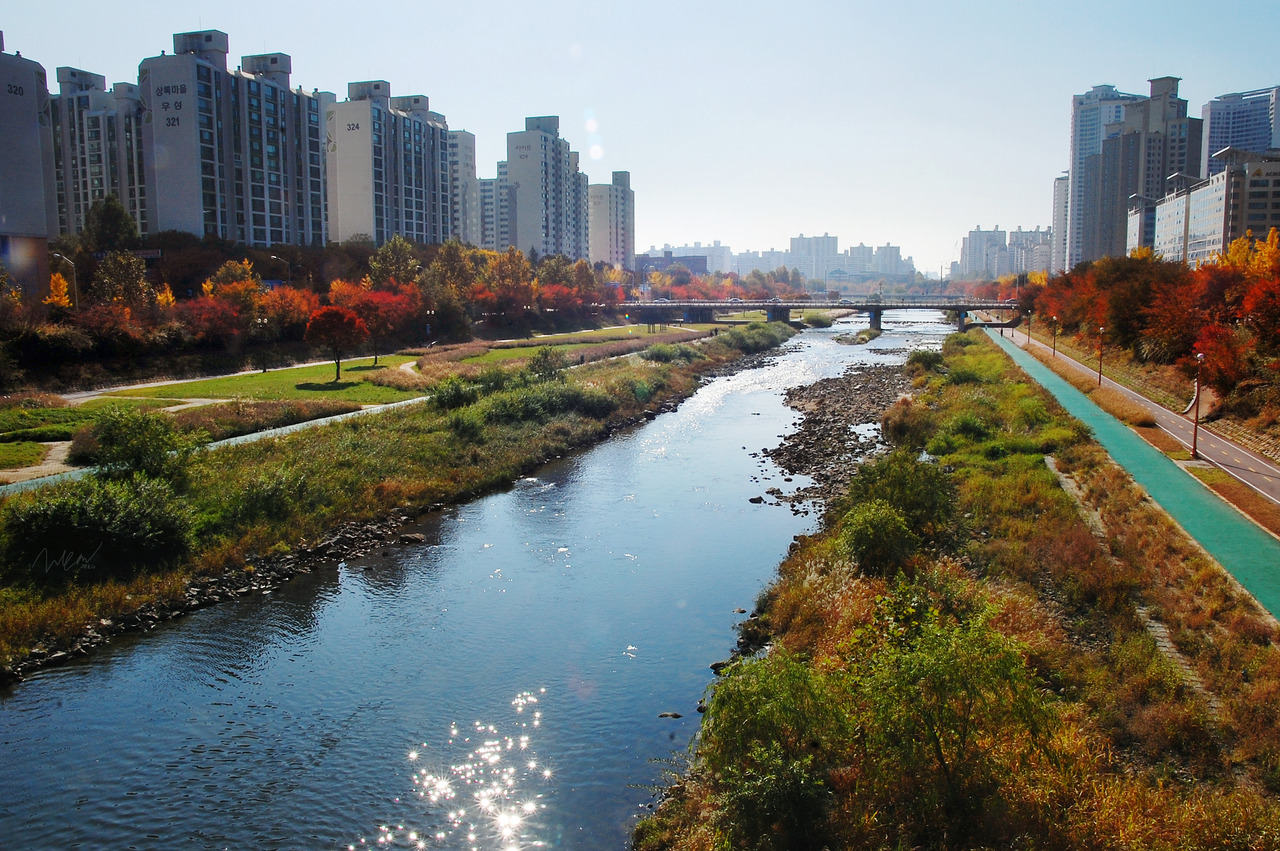
Seongnam

Seongnam ist eine Stadt in der Provinz Gyeonggi-do in Südkorea. Mit einer unmittelbaren Nähe zu der Hauptstadt Seoul ist Seongnam eine der wichtigsten Satellitenstädte in der Metropolregion Sudogwon.
Seongnam ist eine Wohnstadt mit ähnlichen Bevölkerungszahlen wie andere Satellitenstädte z. B. Goyang und Gwacheon. Der am dichtesten besiedelte Bezirk ist die Planstadt Bundang-gu, in der sich eine große Anzahl von Apartment-Komplexen mit vielen Hochhäusern befindet. Bundang-gu ist das Herz Seongnams und ist mit dem Rest der Stadt durch die Stadtautobahnen Bundang-Naegok und Bundang-Suseo verbunden, die bis nach Gangnam in Seoul führen.

## Geschichte
Bis in die 1980er Jahre war Seongnam eine mittelgroße Stadt mit einer Einwohnerzahl unter 500.000. Auch von der Bedeutung ihrer Funktion als Satellitenstadt war Seongnam eher zweitrangig im Vergleich zu anderen Städten, wie Incheon, Gwacheon, Suwon und Anyang.
Mit der Neuerrichtung des Stadtbezirks Bundang Anfang der 1990er Jahre nahm die Stadt einen völlig anderen Charakter an. Die Einwohnerzahl verdoppelte sich, die Infrastruktur wurde erneuert und vor allem verschob sich die bisher mittelbürgerliche Bevölkerung zur oberen Gesellschaftsschicht.
In den letzten Jahren gab es Bemühungen, Seongnam zu einer Gwangyeoksi (광역시, Großstadt) zu machen. Damit würde es verwaltungstechnisch aus Gyeonggi-do herausgelöst und einer Provinz gleichgestellt. Begründet werden diese Bemühungen mit der wachsenden Bevölkerung, die inzwischen die der Großstadt Ulsan überstiegen hat, sowie der Tatsache, dass Seongnam sich langsam zu einer unabhängigen Stadt mit lokaler Industrie entwickelt. Der große Elektronikkonzern Kyung-Dong hat hier seinen Hauptsitz.
Im Juli 2010 sollte die Stadt zusammen mit den benachbarten Städten Gwangju und Hanam zu einer neuen Millionenstadt namens Seonggwangha zusammengeführt werden.

## Unterteilung
Seongnam besteht administrativ aus den drei Stadtbezirken Sujeong-gu, Jungwon-gu und Bundang-gu.

## Ansässige Unternehmen
Die Stadt ist heute Heimat vieler bedeutender IT-Unternehmen, welche zumeist nach Verbesserung der Anbindung zu Seoul aus der Hauptstadt nach Seongnam umzogen um Kosten zu sparen. Einige dieser Unternehmen sind:
- AfreecaTV Corporation
- AhnLab Inc
- Naver Corporation
- NCsoft
- Nexon Corporation

## Sonstiges
Die Stadt ist Heimat des in der K League spielenden Fußballvereins Seongnam Ilhwa Chunma.
Die Schauspielerinnen Lee Yo-won, Shin Mina und Yoo In-na sowie der Sänger Ha Ri-su wurden hier geboren, die Schauspielerin Lee Eun-ju ist hier verstorben.

## Partnerstädte
- Piracicaba (Brasilien), seit dem 28. Mai 1986
- Aurora (Vereinigte Staaten), seit dem 27. Juli 1992
- Shenyang (Volksrepublik China), seit dem 31. August 1998

Befreundete Stadt:
- Shimizu (Japan)

## Persönlichkeiten
- Moon Soon-ho (* 1981), Fußballspieler
- Kim Geun-cheol (* 1983), Fußballspieler
- Park Jong-woo (* 1989), Fußballspieler
- Hwang Ui-jo (* 1992), Fußballspieler
- Kim Hye-yoon (* 1996), Schauspielerin
- Kim Da-hyun (* 1998), Sängerin
- Park Ji-su (* 1998), Basketballspielerin